# ألن نيويل
ألن نيويل (بالإنجليزية: Allen Newell)‏ باحث في مجال علم الحاسوب وعلم النفس المعرفي في معهد راند قطر للسياسات وجامعة كارنيغي ميلون، فاز مع هيربرت سيمون بجائزة تورنغ في عام 1975.